# Луди Срби
Луди Срби су реп-рејв група из Новог Сада. Они су направили песме са извођачима као што су Мими Мерцедез и Бомбе Деведесетих. Према њиховим речима, специфичност ове групе лежи у томе што су први реп музичари који као музичку подлогу за њихове песме користе psy-trance музику.

## Биографија
Групу су у 2016. години основали чланови Петко Црна Глава и Маре МДМА, чији су идентитети непознати. Каријеру започињу избацивањем њихове прве песме Идемо Ниш. После те песме су избацили њихов најпознатији хит Дскотека. Уследио је раст нивоа популарности Лудих Срба код младих. Популарност ове песме се проширила и на суседне државе.
Неки од њихових хитова су: Нинџа Ратник и Техно Викинг. Дует са Мими Мерцедез снимили су 2019. године, под именом Бели веш на 90, која је стекла велику популарност код публике.
Гостовали су 2018. године у емисији рађеној у продукцији Балкан инфа.. Исте године су имали наступ y клубу КПТМ. Због имиџа групе и тенденције да сакрију идентитет од јавности, Луди Срби углавном држе концерте са фантомкама преко лица.  
Вунке Пети Дан постаје члан групе у 2020. години, од када група углавном избацује дуете.  

## Дискографија

### Синглови
- Идемо Ниш (2016)
- Дскотека (2016)
- Црна Глава (2016)
- Бог дса (2016)
- Недостаје ми МДМА (2016)
- ЛС НС (2017)
- Мислио сам да си умрла (2017)
- Техно викинг (2017)
- Ја имам таленат (2017)
- Јахачи лобање (2017)
- Луди Срби (2017)
- Нинџа ратник (2017)
- Теxно динароид (2018)
- С коњима (2018)
- ДЛР (2018)
- Цеца (2018)
- Мене не ради (2019)
- Иде гас (2019)
- Хоћу ноћ (2019)
- Петко је (2019)
- Петак (2019)
- Техно Крајишник (2020)
- "Леп висок нашмркан (2021)
- ТДИ (2022)
- Speed Workout (2023)

### Дуети
- Плаве Рускиње (ft. Јовица Добрица, 2017)
- Намрштен (ft. Доктор Бронкс 2017)
- Бело из Дубаија (ft. Лепигога, 2017)
- Луд већ данима (ft. Лацку, 2017)
- Црни Спид - (ft. Бомбе Деведесетих, 2017)
- Рејв је адреса - (ft. Бомбе Деведесетих, 2017)
- Бели веш на 90 (ft. Мими Мерцедез, 2019)
- Шмркачим (ft. Крешо Бенгалка 2019)
- Хоћу с тобом да ђускам (ft. Ди-џеј Неба, 2019)
- Ај чики чики (ft. Стоја, 2019)
- Играј (ft. Даки МВГ 2020)
- Psy-hijatrija (ft. Лацку 2020)
- Пет промила (ft. Доктор Бронкс 2020)
- Гас (ft. Доктор Бронкс 2020)
- Лудница (ft. Ди-џеј Шаржер 2020)
- Брзо и лагано (ft. Мими Мерцедез, 2021)
- Нећу кући (ft. Грга, 2022)
- Дрогу у пиће (ft. Доктор Бронкс, 2022)
- Ментоли (ft. Јовица Добрица, Доктор Бронкс, 2022)
- Сви у ВЦ (ft. Кранкшвестер, 2023)